# Barneo
Camp Barneo (rus: Лагерь Бaрнео) és una base sobre el gel privada russa que s'estableix cada any sobre el gel a la deriva i està relativament a prop del pol Nord.

## Història
La primera base sobre el gel Barneo es va muntar l'any 2002. Aquesta base sobre el gel està patrocinada per la Societat Geogràfica de Rússia i normalment dura fins al mes d'abril. Segons la localització de la base de cada any es poden fer excursions al Pol Nord sobre esquís, trineus de gossos o amb helicòpter. L'any 2007 Barneo estava situada a 89° 31.5′ N, 30° 27′ O / 89.5250°N,30.450°O. Tanmateix, els vents del nord poden fer derivar la base cap al sud-est a una velocitat de 0,8 km/h. Des del 2008, ha esdevingut una destinació turística. No s'ha de confondre la base Barneo amb les bases de gel a la deriva establertes en l'era soviètica per l'Acadèmia Russa de Ciències.
Barneo consta d'una pista d'aterratge sobre gel (de 1200 m de llargada per 60 m d'amplada) i una base de diverses tendes amb calefacció (mantinguda a 15-18 °C) per a ús turístic. També disposen de biolavabos. S'ha de refer completament cada any. Es fa servir un bulldozer per aplanar la neu i així hi poden fins i tot aterrar avions de càrrega com l'Antonov An-74.
El 9 d'abril de l'any 2014, un total de 44 corredors van participar en la "Marató del Pol Nord" que es fa cada any partint de Barneo.
A finals de la temporada es treu tot l'equipament de sobre el gel.